# Distrikt El Tallán
Der Distrikt El Tallán liegt in der Provinz Piura der Region Piura in Nordwest-Peru. Der Distrikt hat eine Fläche von 116,52 km². Beim Zensus 2017 lebten 5.387 Einwohner im Distrikt. Im Jahr 1993 betrug die Einwohnerzahl 4.334, im Jahr 2007 4.774. Verwaltungssitz ist die Ortschaft Sinchao.

## Geographische Lage
Der Distrikt El Tallán liegt im Süden der Provinz Piura. Er erstreckt sich beiderseits des Río Piura. Der Distrikt liegt 25 km südlich der Regionshauptstadt Piura. Er  erstreckt sich über die aride Landschaft der Küstenwüste von Nordwest-Peru. Im Westen des Distrikts wird bewässerte Landwirtschaft betrieben. Die Nationalstraße 1N (Panamericana Norte) durchquert den Distrikt in nördlicher Richtung.
Der Distrikt El Tallán grenzt im Westen an den La Unión, im Norden an die Distrikte La Arena und Cura Mori, im Osten an den Distrikt Catacaos sowie im Süden an die Provinz Sechura.